# Anomalopus leuckartii
Anomalopus leuckartii là một loài thằn lằn trong họ Scincidae. Loài này được Weinland mô tả khoa học đầu tiên năm 1862.